# Mauro Gavotto
Mauro Gavotto (Cuneo, 16 aprile 1979) è un pallavolista italiano, opposto dell'Atlantide Brescia.

## Carriera
La carriera di Mauro Gavotto comincia nel 1998 nelle giovanili del Cuneo Volleyball Club, venendo promosso poi in prima squadra nella stagione successiva, facendo anche il suo esordio nella Serie A1 italiana: con la squadra piemontese resta per due stagioni vincendo la Coppa Italia 1999-99 e la Supercoppa italiana 1999; in questo periodo fa parte del giro delle nazionali giovanile e con quella Under-19 vince la medaglia d'oro al campionato mondiale 1997.
Nella stagione 2000-01 passa alla Pallavolo Torino in Serie A2, aggiudicandosi la Coppa Italia di categoria: vincerà nuovamente lo stesso trofeo nella stagione successiva giocando per la Pallavolo Piacenza, oltre ad ottenere poi la promozione in massima serie; il 24 novembre 2001 fa il suo esordio in nazionale, durante la partita dell'All Star Game e nello stesso anno vince la medaglia d'oro ai XIV Giochi del Mediterraneo.
Dopo un'annata con il 4 Torri Ferrara, in Serie A1, nella stagione 2004-05 viene ingaggiato dalla Gabeca Pallavolo di Montichiari, dove resta per sette stagioni, anche quando il club cambia sede spostandosi a Monza; nel 2008 partecipa con la nazionale ai Giochi della XXIX Olimpiade di Pechino, chiudendo al quarto posto.
Nella stagione 2012-13 viene ingaggiato dal BluVolley Verona, mentre nell'annata 2013-14 passa alla Callipo Sport di Vibo Valentia, club con cui rimane anche nella stagione successiva quando la società decide di disputare la Serie A2, dove vince la sua terza Coppa Italia di categoria.
Per il campionato 2015-16 approda in Serie B1 vestendo la maglia dell'AVS di Bolzano: al termine della stagione annuncia il suo ritiro dall'attività agonistica. Ritorna in campo a metà annata 2019-20 tra le file dell'Atlantide Brescia, in Serie A2.

## Palmarès

### Club
- Coppa Italia: 1

1998-99
- Supercoppa italiana: 1

1999
- Coppa Italia di Serie A2: 3

2000-01, 2001-02, 2014-15

### Nazionale (competizioni minori)
- Campionato mondiale under 19 1997
- Giochi del Mediterraneo 2001

### Premi individuali
- 2010 - Serie A1: Miglior attaccante[1]